# Кримски готски језик
Кримски готски језик је дијалект готског језика који су говорили Кримски Готи у изолованим заједницама на полуострву Крим, све до краја 18. века.
Остало је свега неколико сачуваних сегмената кримског готског: целокупно наше знање о овом језику се заснива на писму фламанског амбасадора из 16. века, по имену Ожије Гислен де Бизбек (Ogier Ghiselin de Busbecq). Ово писмо нам је дало списак од неких 80 речи кримског готског, као и неке наговештаје о његовој граматици.